# Ревилагигидо (острво)
Ревилагигидо (енгл. Revillagigedo Island; IPA: ) је острво САД које припада савезној држави Аљасци. Површина острва износи 2.965 ². Према попису из 2000. на острву је живело 13.950 становника.